# Degenbrecher

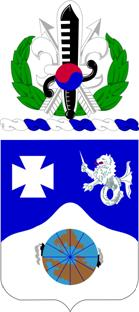
Wappen des 23. US-Infantry Regiment mit Degenbrecher

Der Degenbrecher ist ein frühneuzeitlicher Parierdolch, der dazu dient, die gegnerische Klinge einzufangen (Klingenfänger).
Der Degenbrecher war im 16. – 17. Jahrhundert vor allem in Italien und Deutschland gebräuchlich. Er besteht aus einer kräftigen, breiten Klinge, mit tiefen Einkerbungen, so dass die Klinge kammförmig aussieht. Durch die pfeilförmigen Zinken rutschte die gegnerische Klinge leicht in die Einkerbung, jedoch war das Herausziehen schwieriger, weil sich die Klinge beim Herausziehen leicht verkantete. Dieser Effekt wurde bei manchen Degenbrechern verstärkt, indem man in die Zinken federnd gelagerte Sperrhaken einbaute. Der Versuch, die Degenklinge herauszuziehen, blockiert den Haken und klemmt dadurch die gegnerische Klinge ein. Die Parierstangen der Degenbrecher waren gerade oder S-förmig gebogen.
Ebenso wurden Klingen mit Zacken und Einschnitten an Schilden als Klingenfänger befestigt und ebenfalls Degenbrecher genannt. Anfang des 20. Jahrhunderts wird in der Literatur auch die Bezeichnung fränkischer Haken verwendet. In späterer Literatur ist diese Begriffsverwendung nicht mehr nachweisbar.